# オクラホマシティ・サンダー
オクラホマシティ・サンダー（Oklahoma City Thunder）は、アメリカ合衆国オクラホマ州オクラホマシティに本拠を置く全米プロバスケットボール協会（NBA）のチーム。ウェスタン・カンファレンス（西地区）のノースウェスト・ディビジョンに所属。本拠地はハリケーン・カトリーナの被害のためニューオーリンズ／オクラホマシティ・ホーネッツが2005-2007の2シーズンの間使用していたペイコム・センター。

## 歴史

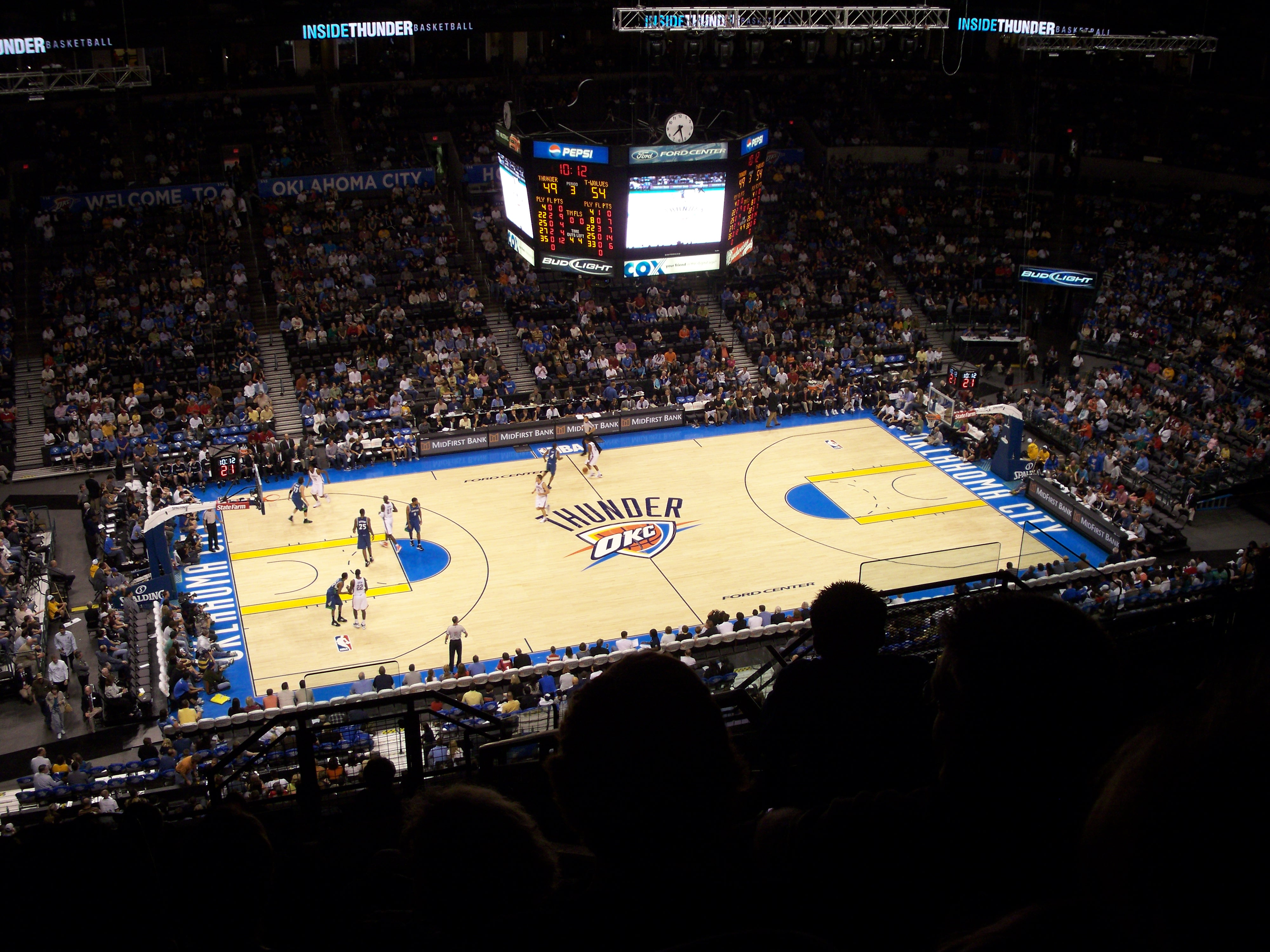
オクラホマシティのホームコートであるチェサピーク・エナジー・アリーナ

### シアトル時代
シアトル・スーパーソニックスとしてチームは1966年に設立されて、翌1967-68シーズンよりリーグに参加した。1970年代終盤に黄金期を迎えて、オールスター選手のジャック・シクマやデニス・ジョンソンを擁し、レニー・ウィルケンズに率いられたチームは1978年と1979年にNBAファイナルに進出、2年連続でワシントン・ブレッツと対戦し、このうち1979年には優勝を果たした。1991-92シーズンよりジョージ・カールHCを迎え入れると次第にソニックスは西地区有数の強豪へと成長して行き、1993-94シーズンは63勝19敗の成績でウェスタンカンファレンス首位の第1シードとなったが、プレーオフ1回戦でディケンベ・ムトンボ擁する第8シードのデンバー・ナゲッツに敗れた。1995-96シーズンにはフランチャイズ最高の64勝をマークし再びNBAファイナルに進出した。ゲイリー・ペイトン、ショーン・ケンプ、デトレフ・シュレンプ、そして長年チームを支えてきたネイト・マクミランらが活躍したが、NBA新記録のシーズン72勝を挙げたシカゴ・ブルズに2勝4敗で敗れた。その後1998年にカールHCが退任するまで好成績を残したがプレイオフ1回戦を突破できなかった。2000年にマクミランがHCに就任し、1998年に指名した高卒のラシャード・ルイス、2003年にペイトンとのトレードで獲得したレイ・アレンが中心となり、2005年にはカンファレンス準決勝まで進んだ。その後低迷期に入り、2007年のオフにはルイスとアレンを一度に放出し、2007年のNBAドラフトで2位指名で獲得したケビン・デュラントを中心に再建モードに入った。

### オクラホマシティ移転、デュラント&ウェストブルックの時代
2008年4月18日のNBAのオーナー会議でオクラホマシティへの移転が28対2で承認された
。キーアリーナとの2010年までのリース契約などの問題が残ったが同年7月2日、チームはオクラホマシティへの本拠地移転について違約金7,500万ドルを支払うことでシアトル市との和解が成立、移転することに対する合意に達したことが発表された。チーム名・チームカラー・チームロゴマーク・ソニックス時代の優勝記念バナーと永久欠番バナーなどはシアトル市が保有することとなった。同年9月3日、新チーム名としてオクラホマシティ・サンダーとなること、ロゴが発表された。
2008-09シーズンは序盤は連敗続きで泥沼状態だったが、ヘッドコーチのP・J・カーリシモを解雇しアシスタントコーチのスコット・ブルックスを暫定HCとし、2008年のNBAドラフト4位でラッセル・ウェストブルックを指名し、ネナド・クリスティッチ、ターボ・セフォロシャの加入などでチームは若返りを図り23勝59敗と低迷しシーズンを終えたが、ルーキーのウェストブルック、2年目のデュラントが活躍し来シーズン以降に向けて可能性を感じさせるシーズンとなった。

#### 西の強豪へ
オクラホマシティ移転2年目の2009-10シーズン、デュラント、ウェストブルック、ジェフ・グリーンが核となり、そこに2009年のNBAドラフト3位でジェームス・ハーデンを指名し、若さ溢れるチームに多くの専門家とファンが期待を寄せた。サンダーは期待に応じ開幕から勝率5割を維持しシーズン中頃には9連勝を記録。その後もシーズン終盤まで好調を維持し最終的には50勝32敗となり前年の23勝から実に27勝分を積み上げ、これはリーグ史上でも6番目の飛躍となった。チームの躍進に立役者のデュラントは平均30.1得点・7.6リバウンド・2.8アシストで史上最年少となる21歳と197日での得点王となった。またレギュラーシーズンMVPの投票でレブロン・ジェームズに次ぐ第2位の票を集め、オールNBAチーム選考では1stチームに初選出された。その他ブルックスHCはNBA最優秀コーチ賞を受賞している。サンダーとしての初のプレーオフでは、1回戦でいきなり前年度チャンピオンのロサンゼルス・レイカーズと対戦。2勝4敗で敗退したものの、プレーオフ未経験者が大半を占める若いチームが古豪から2勝をあげたことは、小さくない驚きとなった。
2010-11シーズン、シーズン途中にグリーン、クリスティッチとの交換トレードでケンドリック・パーキンス、ネイト・ロビンソンを獲得し、弱点だったインサイドとベンチの強化に成功。さらにサージ・イバカの成長に加え、ウェストブルックはオールスターに選ばれるなどリーグ屈指のガードとして認められ、デュラントも2年連続得点王に輝き、チームは55勝27敗とさらに躍進した。プレーオフでは1回戦でデンバー・ナゲッツを4勝1敗で順当に破り、続く2回戦ではザック・ランドルフ擁するメンフィス・グリズリーズに苦しめられるものの4勝3敗で退け15年ぶりにカンファレンスファイナルに進出し、ダラス・マーベリックスと対戦。若さ溢れるサンダーとダーク・ノヴィツキー、ジェイソン・キッドをはじめ経験豊富なベテランを数多く擁するマブスとの戦いでは、前者が経験不足を露呈。デュラントは1人気を吐いたものの、1勝4敗で敗れた。それでも、ドアマットチームが僅か3年でカンファレンスファイナルに進出し優勝争いできるチームに成長したことを、この1年で証明した。
2011-2012シーズンは1995-1996シーズン以来、オクラホマシティ移転後初となるNBAファイナル進出を果たしたが、マイアミ・ヒートの「新生BIG3」に敗れた。
2012-2013シーズンは、契約交渉が難航していたジェームス・ハーデンをヒューストン・ロケッツに放出しながらも、リーグ最高勝率でシーズンを終えた。しかしプレーオフ1回戦のロケッツ戦で、ウェストブルックが右膝に重傷を負い、早々にシーズンアウト。ロケッツ戦は勝ち抜いたものの、グリズリーズに1勝4敗で屈した。
2013-2014シーズンは59勝23敗を記録し第2シードでプレーオフに臨む。グリズリーズ、ロサンゼルス・クリッパーズを退け勝ち上がるも、カンファレンスファイナルでサンアントニオ・スパーズに2勝4敗で敗退した。
2014-2015シーズンは、主力に怪我人が続出し、勝率が5割前後に低迷する苦しい戦いを強いられる中、年明け後に次々と大型トレードを敢行し、ディオン・ウェイターズ、D・J・オーガスティン、エネス・カンターなどを獲得。6年連続のプレーオフ出場を目指したが、デュラントを怪我で欠いたのが響き、45勝37敗ながらプレーオフ出場を逃し、ブルックスHCを4月22日に解任。同30日にビリー・ドナヴァンを新ヘッドコーチに招聘し、再出発を図ることとなった。
2015-2016シーズンは、デュラントが健康体を取り戻し、カンファレンスの上位に返り咲いたものの、チーム内に不幸が降りかかる。モンティ・ウィリアムズアシスタントコーチの妻であった小口オーナーが相次いで事故死したのに続き、ディオン・ウェイターズの弟が殺害されたのだ。平常心でプレーすることすらままならない状況だったが、地力を見せつけたチームは55勝27敗で2シーズン振りに地区優勝。プレーオフでもカンファレンスセミファイナルで、67勝15敗を記録したサンアントニオ・スパーズを4勝2敗で退けるなど奮闘し、NBA史上最高の 73勝9敗 を記録したゴールデンステート・ウォリアーズとのカンファレンスファイナルを迎える。サンダーはデュラント、ウェストブルックの二枚看板に加え、ウェイターズ、スティーブン・アダムス、エネス・カンター、アンドレ・ロバーソンらの奮闘もあり、一時は3勝1敗と王手をかけた。しかし、そこからステフィン・カリーとクレイ・トンプソンの「スプラッシュ・ブラザーズ」を止めることが出来ず、その後3連敗を喫し、力尽きた。

#### デュラントの移籍、ウェストブルックの歴史的快挙
2016年6月23日、長年チームに貢献したイバカをオーランド・マジックに放出しビクター・オラディポ、ドマンタス・サボニスらを獲得 、FAとなったデュラントとの再契約に備えた。しかし2016年7月7日、デュラントはウォリアーズ移籍を表明した。レギュラーシーズン勝数記録を更新し前年度プレーオフで逆転負けを喫したチームへの移籍はレブロンのヒート移籍を引き合いに出され、国内外から大きく非難を浴びる事となった。
一方でウェストブルックは2016年8月4日に複数年に渡る延長契約を締結しチームに残留する事を表明。シーズンが始まるとウェストブルックが超人的活躍によりチームを牽引、31.6得点、10.7リバウンド、10.4アシストを記録しオスカー・ロバートソン以来55年ぶりとなるシーズン平均トリプル・ダブルを達成、ウェストブルックは初のシーズンMVPを受賞する。
シーズン途中にタージ・ギブソンやダグ・マクダーモットを獲得しチームは第6シードでプレーオフに進出するも、第3シードのヒューストン・ロケッツに1勝4敗で敗退した。
2017-18シーズンはウェストブルックのサポートを固める為にビクター・オラディポ、ドマンタス・サボニスとのトレードでインディアナ・ペイサーズからポール・ジョージ、エネス・カンター、ダグ・マクダーモット、将来のドラフト2巡目指名権とのトレードでニューヨーク・ニックスからカーメロ・アンソニーを獲得し、『OK3』を形成した。しかしレギュラーシーズンでは波が大きく連勝、連敗を繰り返し最終的に昨シーズンから1勝増やした48勝34敗、カンファレンス4位にとどまった。プレーオフでは1回戦でカンファレンス5位のユタ・ジャズに2勝4敗で敗れた。
2018-19シーズンにはオフシーズンに移籍濃厚となっていたジョージ、ジェラミ・グラントらオールスター組と再契約する一方、起用法の関係で負債となっていたアンソニーをアトランタ・ホークスとのトレードで放出し、代わってデニス・シュレーダーを獲得した。この動きによって『OK3』こそ解体となったものの再度ウェストブルックとジョージのオールスターデュオでウェスタン・カンファレンスの戦いに挑むことになった。シーズン中にジョージがMVP候補に一躍名乗りをあげる活躍を見せたが、肩の怪我により失速。カンファレンス6位で臨んだプレーオフでは、ポートランド・トレイルブレイザーズ相手にデイミアン・リラードの劇的なブザービーターなどで敗れた。

### 再建・シェイの時代
トレイルブレイザーズに敗退したことが契機になったのか、チームは解体に踏み切る。ポール・ジョージをロサンゼルス・クリッパーズにトレード移籍させたことを機に、2008年から在籍していた最古参・ラッセル・ウェストブルックをヒューストン・ロケッツにトレード放出。両チームから複数のドラフト指名権を獲得し、クリッパーズから獲得したシェイ・ギルジャス＝アレクサンダーやロケッツから獲得したクリス・ポールを中心に再建の道に進んだ。

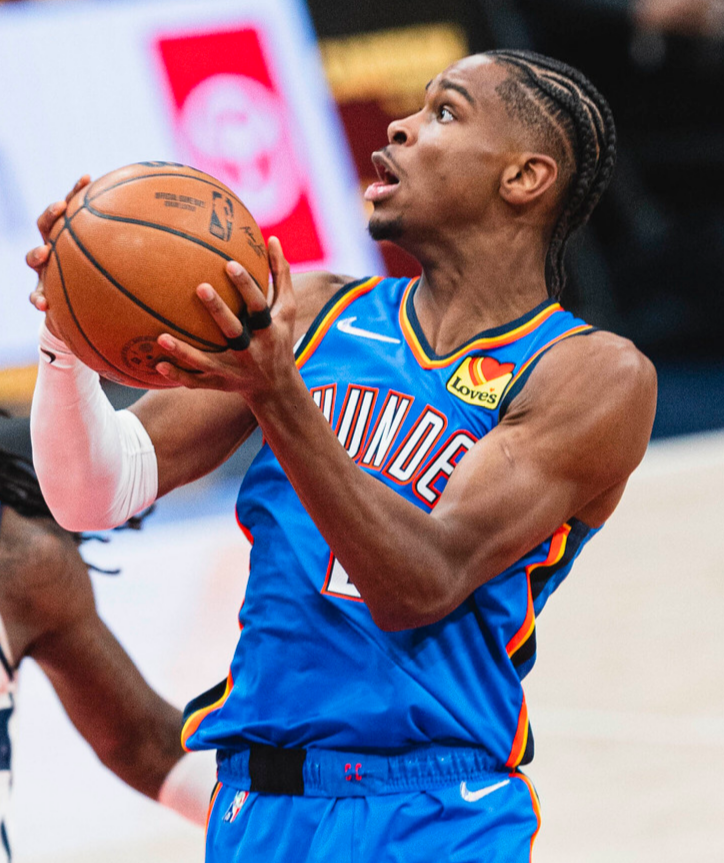
シェイ・ギルジャス＝アレクサンダー

2019-2020シーズン開始前は、優勝を目指すポールは強豪でのプレーを望んですぐに移籍し、チームも長期の低迷に陥ることが濃厚とされており、事実、シーズン最初の15試合で5勝10敗と低迷した。しかし残留を決意したポールが抜群の安定感を見せ、ここ数年落ちていた自身の評価を取り戻すと、ジョージとのトレードで獲得した有望株のギルジャス＝アレクサンダーが急成長。この2人にデニス・シュルーダーを加えた3人のポイントガードを同時に起用する奇策がハマり、12月から急激に勝ち星を伸ばしていく。脇を固めるスティーブン・アダムズやダニーロ・ガリナリも奮起し、結局昨シーズンを上回る勝率でカンファレンス5位につけ、今季一番のサプライズチームとなった。プレーオフでは、1回戦でいきなり、ウェストブルックを擁するロケッツと激突。ポールの活躍もあり第7戦まで持ち込んだが、ジェームズ・ハーデンらの攻撃陣を抑えきれず、3勝4敗で敗れた。
そのオフにチームは完全な再建に舵を切り、この1年で市場価値を上げたポールをトレードでフェニックス・サンズに、シュルーダーをロサンゼルス・レイカーズに、さらにウェストブルックに次ぐチームのフランチャイズプレイヤーであったアダムズをニューオーリンズ・ペリカンズへ放出。いずれのトレードでも多くのドラフト指名権を獲得し、シェイを中心に、数年後を見据えた戦いにシフトした。また、ベテランビッグマンのアル・ホーフォードを獲得し、2020-21シーズン終了後にホーフォードを放出してケンバ・ウォーカー、ドラフト指名権を獲得した。 
これらのトレードが重なり、サンダーは7年間で2021年のNBAドラフトまでに計36個のドラフト指名権を保持していた。迎えたドラフトにて、全体6位でジョシュ・ギディー、全体16位でアルペラン・シェングン、全体18位でトレ・マンを指名し、後にトレードでシェングンをヒューストン・ロケッツへ放出し、2つの将来のドラフト指名権を獲得した。さらに、8月6日にシェイと5年総額7,200万ドルのマックス延長契約で合意し、同日にケンバ・ウォーカーがバイアウトに合意した。
2021-22シーズン、12月2日のメンフィス・グリズリーズ戦で73点差で敗れ、NBA史上最大点差がついた試合などもあり、最終的に24勝58敗でシーズンを終えた。
2022年のNBAドラフトにて、全体2位でチェット・ホルムグレン、全体12位でジェイレン・ウィリアムズを指名したが、2022-23シーズン開幕前にリスフラン関節を損傷する怪我を負い、シーズン全休が発表された。このシーズン、チームはウェスタン・カンファレンス10位でシーズンを終え、プレーイン進出となった。プレーイン初戦ではニューオーリンズ・ペリカンズを下したが、次戦でミネソタ・ティンバーウルブズに敗れ、プレーオフ進出を逃した。

### 優勝争い復活へ
2023-24シーズン開幕前に、オールスター経験のあるゴードン・ヘイワードを獲得した。前シーズンに全休を発表したホルムグレンがNBAデビューを果たし、シェイ、ジェイレン・ウィリアムズ、ホルムグレンを中心に強豪チームへと変えた。また、シェイはMVP投票2位まで成り上がり、ウィリアムズはMIP投票4位となった。最終的に、チームは57勝25敗でシーズンを終え、2013年以来となるウェスタン・カンファレンス1位でプレーオフ進出となった（これにより、ヘッドコーチのマーク・デイグノルトは最優秀コーチ賞を受賞した）。プレーオフ第1回戦ではニューオーリンズ・ペリカンズをスウィープで下したが、カンファレンス準決勝ではルカ・ドンチッチ擁するダラス・マーベリックスに第6戦の末に敗れた。
2024-2025シーズン、チーム編成の最終段階として将来を見据えた再編と即戦力補強を両立した動きを見せた。6月のNBAドラフトでは、1巡目12位でセルビアの有望なガード、ニコラ・トピッチを指名。ACL負傷中のため、1年目は全休だったものの、将来的な司令塔候補としての期待を込めた指名をおこなった。オフシーズンには大きな動きを見せ、チームは大きな決断を下した。ジョシュ・ギディーを放出し、シカゴ・ブルズから守備職人のアレックス・カルーソを獲得した。それだけに留まらず、フリーエージェントではアイザイア・ハーテンシュタインと3年総額8700万ドルで契約。さらに、アイザイア・ジョーやアーロン・ウィギンズとも延長契約をおこない、ベンチ層の維持にも着手した。68勝14敗で2年連続のウェスタン・カンファレンス首位でシーズンを終えると、チームはプレーオフでもその勢いを維持した。メンフィス・グリズリーズを第4戦、デンバー・ナゲッツを第7戦、ミネソタ・ティンバーウルブズを第5戦で下すと、チームは13年ぶりにファイナルに進出した。ファイナルではインディアナ・ペイサーズと対戦。第7戦までもつれた激戦を制し、優勝を果たした。

## シーズンごとの成績
Note: 勝 = 勝利数, 敗 = 敗戦数, % = 勝率 
| シーズン                     | 勝    | 敗    | %    | プレーオフ                                                                  | 結果 |
| ---------------------------- | ----- | ----- | ---- | --------------------------------------------------------------------------- | --- |
| シアトル・スーパーソニックス |       |       |      |                                                                             | |
| 1967-68                      | 23    | 59    | .280 |                                                                             | |
| 1968-69                      | 30    | 52    | .366 |                                                                             | |
| 1969-70                      | 36    | 46    | .439 |                                                                             | |
| 1970-71                      | 38    | 44    | .463 |                                                                             | |
| 1971-72                      | 47    | 35    | .573 |                                                                             | |
| 1972-73                      | 26    | 56    | .317 |                                                                             | |
| 1973-74                      | 36    | 46    | .439 |                                                                             | |
| 1974-75                      | 43    | 39    | .524 | 1回戦勝利 カンファレンス準決勝敗退                                          | ソニックス 2, ピストンズ 1 ウォリアーズ 4, ソニックス 2                                                     |
| 1975-76                      | 43    | 39    | .524 | カンファレンス準決勝敗退                                                    | サンズ 4, ソニックス 2                                                                                      |
| 1976-77                      | 40    | 42    | .488 |                                                                             | |
| 1977-78                      | 47    | 35    | .573 | 1回戦勝利 カンファレンス準決勝勝利 カンファレンス決勝勝利 NBAファイナル敗退 | ソニックス 2, レイカーズ 1 ソニックス 4, ブレイザーズ 2 ソニックス 4, ナゲッツ 2 ワシントン 4, ソニックス 3 |
| 1978-79                      | 52    | 30    | .634 | カンファレンス準決勝勝利 カンファレンス決勝勝利 NBAファイナル優勝           | ソニックス 4, レイカーズ 1 ソニックス 4, サンズ 3 ソニックス 4, ワシントン 1                                |
| 1979-80                      | 56    | 26    | .683 | 1回戦勝利 カンファレンス準決勝勝利 カンファレンス決勝敗退                   | ソニックス 2, ブレイザーズ 1 ソニックス 4, バックス 3 レイカーズ 4, ソニックス 1                            |
| 1980-81                      | 34    | 48    | .415 |                                                                             | |
| 1981-82                      | 52    | 30    | .634 | 1回戦勝利 カンファレンス準決勝敗退                                          | ソニックス 2, ロケッツ 1 スパーズ 4, ソニックス 1                                                           |
| 1982-83                      | 48    | 34    | .585 | 1回戦敗退                                                                   | ブレイザーズ 2, ソニックス 0                                                                                |
| 1983-84                      | 42    | 40    | .512 | 1回戦敗退                                                                   | マーベリックス 3, ソニックス 2                                                                              |
| 1984-85                      | 31    | 51    | .378 |                                                                             | |
| 1985-86                      | 31    | 51    | .378 |                                                                             | |
| 1986-87                      | 39    | 43    | .476 | 1回戦勝利 カンファレンス準決勝勝利 カンファレンス決勝敗退                   | ソニックス 3, マーベリックス 1 ソニックス 4, ロケッツ 2 レイカーズ 4, ソニックス 1                          |
| 1987-88                      | 44    | 38    | .537 | 1回戦敗退                                                                   | ナゲッツ 3, ソニックス 2                                                                                    |
| 1988-89                      | 47    | 35    | .573 | 1回戦勝利 カンファレンス準決勝敗退                                          | ソニックス 3, ロケッツ 1 レイカーズ 4, ソニックス 0                                                         |
| 1989-90                      | 41    | 41    | .500 |                                                                             | |
| 1990-91                      | 41    | 41    | .500 | 1回戦敗退                                                                   | ブレイザーズ 3, ソニックス 2                                                                                |
| 1991-92                      | 47    | 35    | .573 | 1回戦勝利 カンファレンス準決勝敗退                                          | ソニックス 3, ウォリアーズ 1 ジャズ 4, ソニックス 1                                                         |
| 1992-93                      | 55    | 27    | .671 | 1回戦勝利 カンファレンス準決勝勝利 カンファレンス決勝敗退                   | ソニックス 3, ジャズ 2 ソニックス 4, ロケッツ 3 サンズ 4, ソニックス 3                                      |
| 1993-94                      | 63    | 19    | .768 | 1回戦敗退                                                                   | ナゲッツ 3, ソニックス 2                                                                                    |
| 1994-95                      | 57    | 25    | .695 | 1回戦敗退                                                                   | レイカーズ 3, ソニックス 1                                                                                  |
| 1995-96                      | 64    | 18    | .780 | 1回戦勝利 カンファレンス準決勝勝利 カンファレンス決勝勝利 NBAファイナル敗退 | ソニックス 3, キングス 1 ソニックス 4, ロケッツ 0 ソニックス 4, ジャズ 3 ブルズ 4, ソニックス 2             |
| 1996-97                      | 57    | 25    | .695 | 1回戦勝利 カンファレンス準決勝敗退                                          | ソニックス 3, サンズ 2 ロケッツ 4, ソニックス 3                                                             |
| 1997-98                      | 61    | 21    | .744 | 1回戦勝利 カンファレンス準決勝敗退                                          | ソニックス 3, ウルブズ 2 レイカーズ 4, ソニックス 1                                                         |
| 1998-99                      | 25    | 25    | .500 |                                                                             | |
| 1999-2000                    | 45    | 37    | .549 | 1回戦敗退                                                                   | ジャズ 3, ソニックス 2                                                                                      |
| 2000-01                      | 44    | 38    | .537 |                                                                             | |
| 2001-02                      | 45    | 37    | .549 | 1回戦敗退                                                                   | スパーズ 3, ソニックス 2                                                                                    |
| 2002-03                      | 40    | 42    | .488 |                                                                             | |
| 2003-04                      | 37    | 45    | .451 |                                                                             | |
| 2004-05                      | 52    | 30    | .634 | 1回戦勝利 カンファレンス準決勝敗退                                          | ソニックス 4, キングス 1 スパーズ 4, ソニックス 2                                                           |
| 2005-06                      | 35    | 47    | .427 |                                                                             | |
| 2006-07                      | 31    | 51    | .378 |                                                                             | |
| 2007-08                      | 20    | 62    | .244 |                                                                             | |
| オクラホマシティ・サンダー   |       |       |      |                                                                             | |
| 2008-09                      | 23    | 59    | .280 |                                                                             | |
| 2009-10                      | 50    | 32    | .610 | 1回戦敗退                                                                   | レイカーズ 4, サンダー 2                                                                                    |
| 2010-11                      | 55    | 27    | .671 | 1回戦勝利 カンファレンス準決勝勝利 カンファレンス決勝敗退                   | サンダー 4, ナゲッツ 1 サンダー 4, グリズリーズ 3 マーベリックス 4, サンダー 1                              |
| 2011-12                      | 47    | 19    | .712 | 1回戦勝利 カンファレンス準決勝勝利 カンファレンス決勝勝利 NBAファイナル敗退 | サンダー 4, マーベリックス 0 サンダー 4, レイカーズ 1 サンダー 4, スパーズ 2 ヒート 4, サンダー 1           |
| 2012-13                      | 60    | 22    | .732 | 1回戦勝利 カンファレンス準決勝敗退                                          | サンダー 4, ロケッツ 2 グリズリーズ 4, サンダー 1                                                           |
| 2013-14                      | 59    | 23    | .720 | 1回戦勝利 カンファレンス準決勝勝利 カンファレンス決勝敗退                   | サンダー 4, グリズリーズ 3 サンダー 4, クリッパーズ 2 スパーズ 4, サンダー 2                                |
| 2014–15                      | 45    | 37    | .549 |                                                                             | |
| 2015–16                      | 55    | 27    | .671 | 1回戦勝利 カンファレンス準決勝勝利 カンファレンス決勝敗退                   | サンダー 4, マーベリックス 1 サンダー 4, スパーズ 2 ウォリアーズ 4, サンダー 3                              |
| 2016–17                      | 47    | 35    | .573 | 1回戦敗退                                                                   | ロケッツ 4, サンダー 1                                                                                      |
| 2017–18                      | 48    | 34    | .585 | 1回戦敗退                                                                   | ジャズ 4, サンダー 2                                                                                        |
| 2018–19                      | 49    | 33    | .598 | 1回戦敗退                                                                   | ブレイザーズ 4, サンダー 1                                                                                  |
| 2019–20                      | 44    | 28    | .611 | 1回戦敗退                                                                   | ロケッツ 4, サンダー 3                                                                                      |
| 2020–21                      | 22    | 50    | .306 |                                                                             | |
| 2021–22                      | 24    | 58    | .293 |                                                                             | |
| 2022-23                      | 40    | 42    | .488 |                                                                             | |
| 2023-24                      | 57    | 25    | .695 | 1回戦勝利 カンファレンス準決勝敗退                                          | サンダー 4, ペリカンズ 0 マーベリックス 4, サンダー 2                                                       |
| 2024-25                      | 68    | 14    | .829 | 1回戦勝利 カンファレンス準決勝勝利 カンファレンス決勝勝利 NBAファイナル優勝 | サンダー 4, グリズリーズ 0 サンダー 4, ナゲッツ 3 サンダー 4, ウルブズ 1 サンダー 4, ペイサーズ 3           |
| 通算勝敗                     | 2,470 | 2,136 | .536 |                                                                             | |
| プレイオフ                   | 171   | 172   | .499 | 優勝2回                                                                     | |

## 主な選手

### 年代別主要選手
太文字…殿堂入り選手 (C)…優勝時に在籍した選手 (M)…在籍時にMVPを獲得した選手 (50)…偉大な50人 (75)…偉大な75人
2000年代 (プレイオフ進出：3回)
- アール・ワトソン (Earl Watson)：2001-2002, 2006-2009
- ニック・コリソン (Nick Collison)：2003-2018
- ダミエン・ウィルキンス (Damien Wilkins)：2004-2009
- ケビン・デュラント (Kevin Durant)：2007-2016 (M)(75)
- ジェフ・グリーン (Jeff Green)：2007-2011
- ラッセル・ウェストブルック (Russell Westbrook)：2008-2019 (M)(75)
- サージ・イバーカ (Serge Ibaka)：2008-2016
- ネナド・クリスティッチ (Nenad Krstić)：2008-2011
- ジェームズ・ハーデン (James Harden)：2009-2012 (75)
- ターボ・セフォロシャ (Thabo Sefolosha)：2009-2014

2010年代 (プレイオフ進出：8回 ファイナル進出：1回)
- ケンドリック・パーキンス (Kendrick Perkins)：2011-2015
- レジー・ジャクソン (Reggie Jackson)：2011-2015
- デレック・フィッシャー (Derek Fisher)：2012, 2013-2014
- ケビン・マーティン (Kevin Martin)：2012-2013
- スティーブン・アダムズ (Steven Adams)：2013-2020
- アンドレ・ロバーソン (Andre Roberson)：2013-2020
- エネス・カンター・フリーダム (Enes Kanter Freedom)：2015-2017
- ディオン・ウェイターズ (Dion Waiters)：2015-2016
- ビクター・オラディポ (Victor Oladipo)：2016-2017
- ドマンタス・サボニス (Domantas Sabonis)：2016-2017
- ジェラミ・グラント (Jerami Grant)：2016-2019
- ポール・ジョージ (Paul George)：2017-2019
- カーメロ・アンソニー (Carmelo Anthony)：2017-2018 (75)
- デニス・シュルーダー (Dennis Schröder)：2018-2020
- ナーレンズ・ノエル (Nerlens Noel) : 2018-2020
- ルゲンツ・ドート (Luguentz Dort)：2019- (C)
- マイク・マスカラ (Mike Muscala)：2019-2023, 2024
- シェイ・ギルジアス＝アレクサンダー (Shai Gilgeous-Alexander)：2019- (C)(M)
- ダニーロ・ガリナリ (Danilo Gallinari)：2019-2020
- クリス・ポール (Chris Paul)：2019-2020 (75)

2020年代 (プレイオフ進出：3回 ファイナル進出：1回 優勝：1回)
- ケンリッチ・ウィリアムズ (Kenrich Williams)：2020- (C)
- ジョシュ・ギディー (Josh Giddey)：2021-2024
- アーロン・ウィギンズ (Aaron Wiggins)：2021- (C)
- チェット・ホルムグレン (Chet holmgren)：2022- (C)
- ジェイレン・ウィリアムズ (Jalen Williams)：2022- (C)
- ジェイリン・ウィリアムズ (Jaylin Williams)：2022- (C)
- アイザイア・ジョー (Isaiah Joe)：2022- (C)
- ケイソン・ウォーレス (Cason Wallace)：2023- (C)
- アレックス・カルーソ (Alex Caruso)：2024- (C)
- アイザイア・ハーテンシュタイン (Isaiah Hartenstein)：2024- (C)

### 永久欠番
- 1 ガス・ウィリアムズ (Gus Williams)
- 4 ニック・コリソン (Nick Collison)
- 10 ネイト・マクミラン (Nate McMillan)
- 19 レニー・ウィルケンズ (Lenny Wilkens)
- 24 スペンサー・ヘイウッド (Spencer Haywood)
- 32 フレッド・ブラウン (Fred Brown)
- 43 ジャック・シクマ (Jack Sikma)
- ボブ・ブラックバーン (Bob Blackburn) (broadcaster)

### 歴代ヘッドコーチ
- P・J・カーリシモ (P.J. Carlesimo) (2007-2008)
- スコット・ブルックス (Scott Brooks) (2008-2015)
- ビリー・ドノバン (Billy Donovan) (2015-2020)
- マーク・デイグノルト (Mark Daigneault) (2020- )

### 殿堂入り
- レニー・ウィルケンズ (Lenny Wilkens)